# Alex Pohn

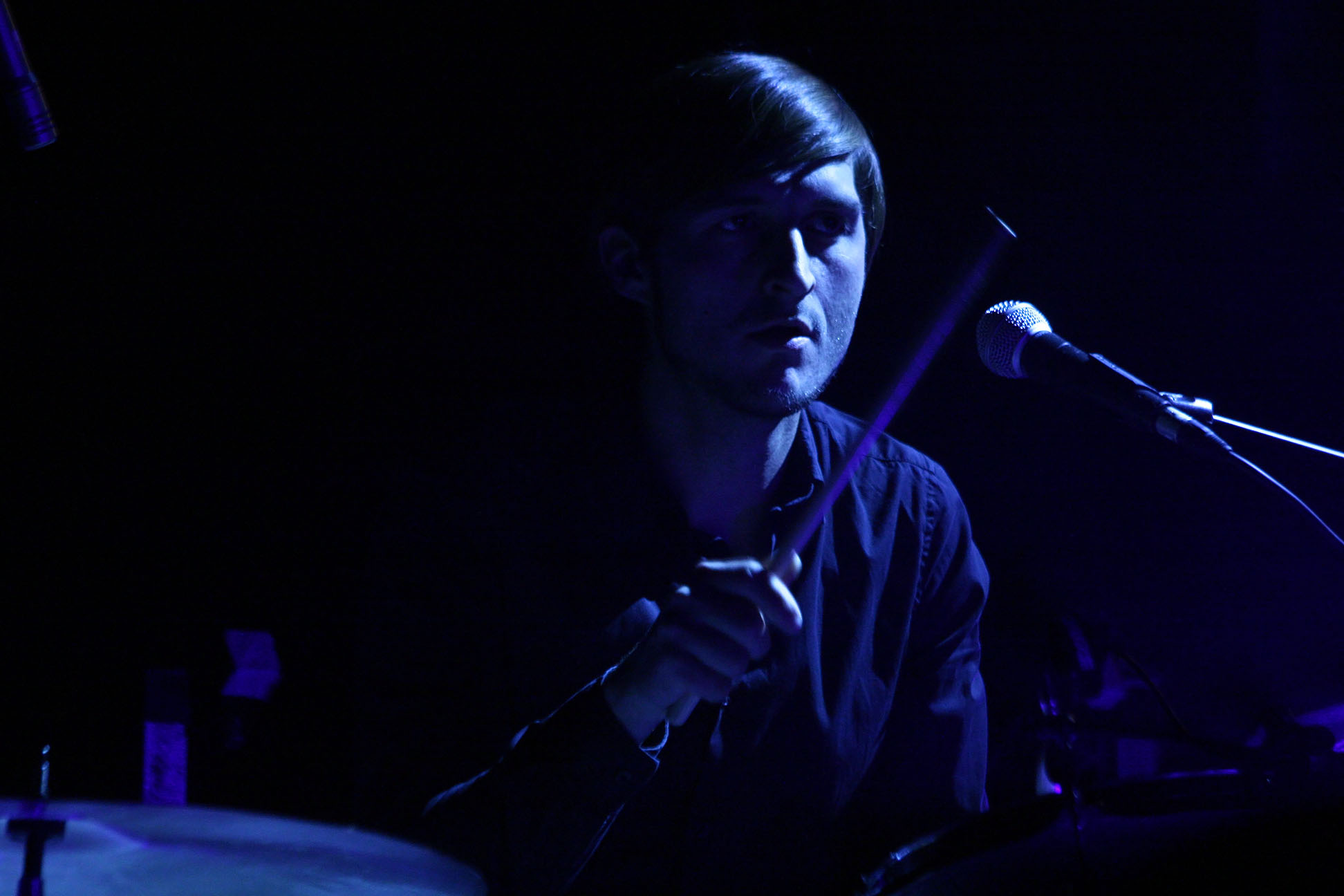
Alex Pohn (2011)

Alex Pohn oder Alexander Pohn (* 11. Juli 1977 in Ried im Innkreis) ist ein österreichischer Musiker. Neben seiner Tätigkeit als Schlagzeuger bei Tyler, Jazzodrom, Hubert von Goisern, Violetta Parisini, Julian le Play, Madita, HellerPropeller und Hans im Glück ist er auch als Produzent für verschiedene Künstler gemeinsam mit Lukas Hillebrand für das Wiener Label Grid-Music tätig.

## Leben

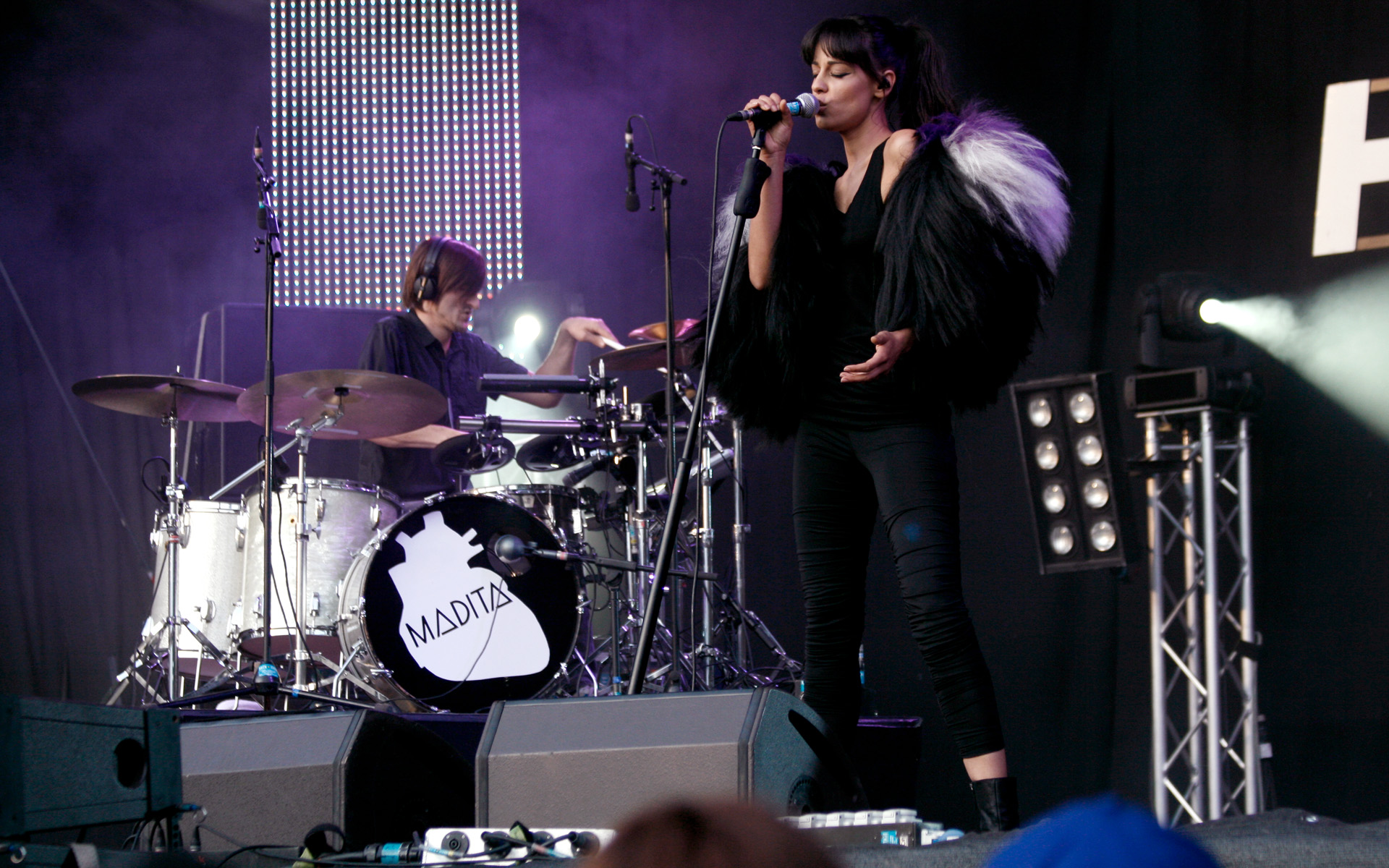
Pohn mit Madita (2010)

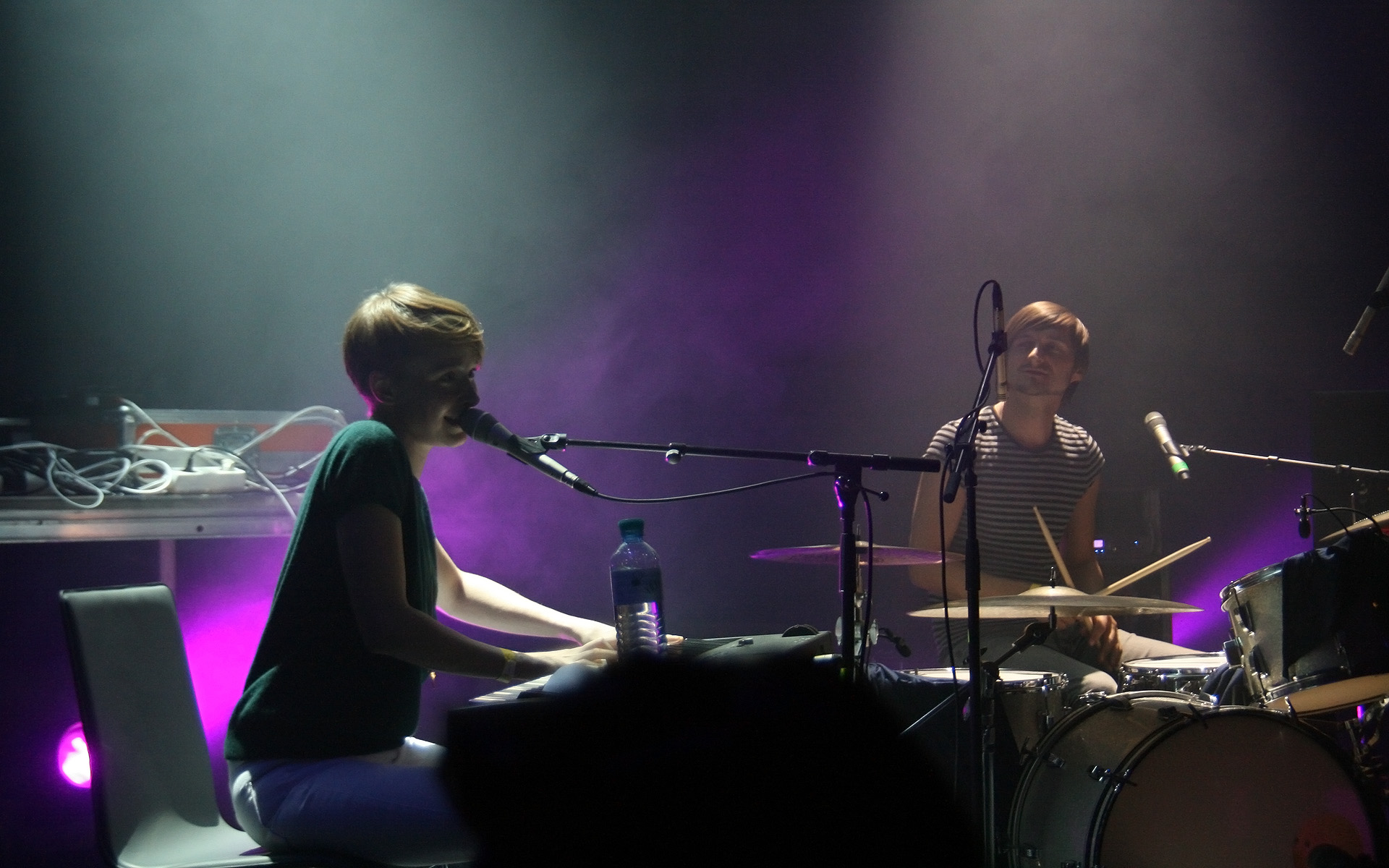
Pohn mit Violetta Parisini (2011)

Pohn hat am Gustav-Mahler-Konservatorium in Wien 1999–2003 Jazzschlagzeug studiert und belegte im Jahre 2003 den Studienlehrgang Popkurs an der Hochschule für Musik und Theater in Hamburg. Ende 2003 wurde er festes Bandmitglied der Wiener Rockband Tyler und spielte zahlreiche Konzerte in Österreich und Deutschland im Rahmen der Don´t Play-Tour. Nach der Veröffentlichung des Albums Favourite Sin im Februar 2011 löste sich die Band im Dezember 2011 auf.
Zuvor war Pohn Schlagzeuger in der Band von Hubert von Goisern während der Linz-Europa Tour 2007-2009. Diese führte 2007 auf einem zu einer Konzertbühne umgebauten Frachtschiff auf der Donau von Linz bis ans Schwarze Meer. Bei den knapp 30 Konzerten spielten sie gemeinsam mit heimischen Künstlern für die Gäste an Land. Als Gastbands waren unter anderem Karandilla, Rambo Amadeus, Haydamaki, Zdop si Zdub, Loredana Groza mit dabei. Im Jahr 2008 folgte die Schiffsreise von Linz stromaufwärts und über den Main-Donau-Kanal und den Rhein bis Rotterdam. Als Gastmusiker traten unter anderem  Xavier Naidoo, Zap Mama, Konstantin Wecker und BAP auf. Die Reisen wurden auf der DVD Goisern goes East/West festgehalten. 2008 nahmen Hubert von Goisern und seine Band gemeinsam das Album S´nix auf, das von Goisern zusammen mit Alex Pohn, David Lackner, Severin Trogbacher und Helmut Schartlmüller komponiert hat. 2009 folgte eine ausgiebige Hallen- und Open-Air-Tour, die mit dem Livealbum Haut&Haar dokumentiert wurde.
Von Ende 2009 bis 2011 war Pohn neben seiner Band Tyler hauptsächlich als Studio- und Live-Drummer für Madita, Violetta Parisini, Heller Propeller und Axel Wolph im Einsatz und begann zunehmend auch als Musikproduzent zu arbeiten. Gemeinsam mit seinem ehemaligen Tyler-Bandkollegen Lukas Hillebrand produzierte er zahlreiche Songs für die ORF-Fernsehshow Helden von Morgen und in weiterer Folge entstand die Zusammenarbeit mit dem Label GridMusic.
Anfang 2011 startete ein neues Projekt mit Hubert von Goisern. Das im September 2011 veröffentlichte und mehrfach ausgezeichnete Album EntwederUndOder wurde im Winter gemeinsam mit Helmut Schartlmüller und Severin Trogbacher aufgenommen. Die meisten Songs wurden, wie schon zuvor bei S´nix, während Jam-Sessions entwickelt und von den Musikern gemeinsam mit von Goisern komponiert. Ab Oktober 2011 war die Single Brenna tuats guat fünf Wochen lang die Nr. 1 der Ö3 Austria Top 40 und war monatelang in Österreichs und Deutschlands Radios zu hören. Im Jahr 2012 folgte die Brenna tuats-Tour mit über 100 Konzerten in Österreich, Deutschland, Südtirol und der Schweiz mit über 300.000 Konzertgästen, die am 2. Dezember mit dem Abschiedskonzert in Bad Ischl beendet wurde.
Im Mai 2012 wurde das Debüt-Album Soweit Sonar von Julian le Play. An diesem Projekt ist Pohn als Bandmusiker wie auch als Produzent beteiligt. Mit dem Produzententeam wurde er dafür mit dem Amadeus Award 2013 für das Best Engineered Album ausgezeichnet. Eine zweite Auszeichnung erhielt er zwei Jahre später als Co-Autor von Thorsteinn Einarssons Lied Leya.
Pohn ist Endorser von Paiste-Cymbals und Vater-Sticks und verwendet ausschließlich Vintage-Drums von Ludwig, Rogers und Slingerland, Snare Drums von AK und Drumsynthsounds von Elektron, Nord und Jomox.

## Diskografie

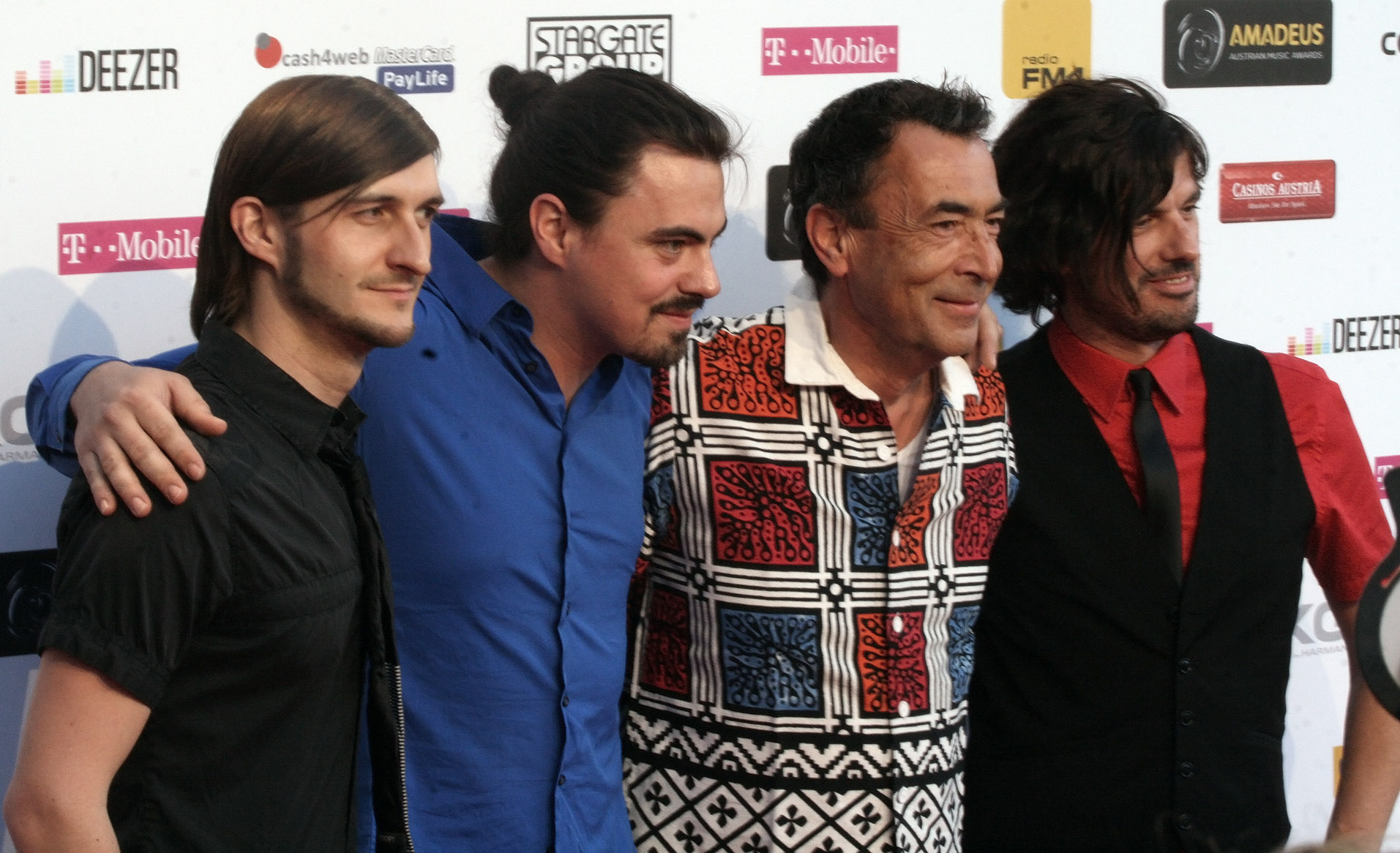
Hubert von Goisern mit Band: Alex Pohn, Helmut Schartlmüller und Severin Trogbacher (Amadeus-Verleihung 2012)

- 2004 Marcus Reiter - Living in a Waitingroom
- 2004 Jazzodrom - tribute to Cannonball
- 2006 Valerie Sajdik - Ich bin du bist
- 2006 Starmania - The very Best
- 2006 Nadine Beiler - Komm doch mal rüber
- 2008 Hubert von Goisern - S´nix
- 2008 Dzihan & Kamien - Music Matters
- 2009 Madita - Too
- 2010 Madita - live @ i-tunes Festival Berlin
- 2010 Jazzodrom - Places and Spaces
- 2010 Hubert von Goisern - Haut und Haar live
- 2010 Violetta Parisini - Giving you my heart to mend
- 2010 Axel Wolph - FeelTank
- 2011 Madita - Pacemaker
- 2011 Felix Bandit - Felix Bandit
- 2011 Helden von Morgen - Best of
- 2011 Tyler - Favourite Sin
- 2011 Hubert von Goisern - EntwederUndOder
- 2011 Kilmokit - Atemlos
- 2012 Violetta Parisini - Open Secrets
- 2012 Madita - Deluxe
- 2012 Elija - Beautiful but incomplete
- 2012 Hans im Glück - Hans im Glück
- 2012 Heller Propeller - Between Pilots
- 2012 Julian le Play - Soweit sonar
- 2013 Yela - Feels like home
- 2013 Axel Wolph - LVOE

## Filme
- 2008 Goisern goes East
- 2009 Goisern goes West
- 2010 Live is Life - Die Spätzünder
- 2011 Hubert von Goiserns Wirtshaustour
- 2012 Hubert von Goisern - Brenna tuats Tour